# Dutch Speck
Norman John „Dutch“ Speck (* 30. Juli 1886 in Canton, Ohio, USA; † 18. November 1952, ebenda) war ein US-amerikanischer American-Football-Spieler. Er spielte in der National Football League (NFL) in der Offensive Line unter anderem bei den Canton Bulldogs.

## Spielerlaufbahn
Dutch Speck arbeitete vor seiner Footballlaufbahn als Stahlarbeiter. Ab 1910 spielte er in verschiedenen Footballmannschaft der Ohio League, einer halbprofessionellen American-Football-Liga aus seinem Heimatstaat Ohio. Die größten Erfolge feierte er mit den Canton Bulldogs einer Footballmannschaft aus seiner Geburtsstadt. Mit den Bulldogs gewann er dreimal die Ohio-League-Meisterschaft. Nach Gründung der American Professional Football Association (APFA), die Liga wurde 1922 in National Football League umbenannt, im Jahr 1920 wurden die Canton Bulldogs Gründungsmitglied in der Liga. Trainer der Mannschaft war Jim Thorpe der Speck in der Offensive Line der Mannschaft einsetzte. Thorpe wurde 1921 durch Cap Edwards ersetzt, der wiederum nach der Saison Guy Chamberlin weichen musste.

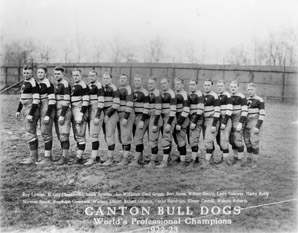
Canton Bulldogs, 1922/1923

Neben Chamberlin spielten in der Mannschaft Pete Henry und Link Lyman, die nach ihrer Laufbahn in die Pro Football Hall of Fame aufgenommen wurden. Speck wurde im Jahr 1922 mit seiner Mannschaft ungeschlagen NFL-Meister. Auch im folgenden Jahr blieben die Bulldogs während der Saison erneut ungeschlagen und Speck gewann seinen zweiten NFL-Titel. Nach der Saison wechselte er zu den Akron Pros, lief allerdings für dieses Team nur in einem Spiel auf. 1925 kehrte er zu den Bulldogs zurück. Nach einer erfolglosen Saison unter Pete Henry, der mittlerweile das Traineramt bei der Mannschaft aus Canton übernommen hatte, beendete er dort 1926 seine Laufbahn.
Dutch Speck ist auf dem Forest Hill Cemetery in Canton beerdigt.